# لارنتة خطية
لارنتة خطية (الاسم العلمي:Larentia linearis) هي نوع من النباتات تتبع جنس اللارنتة من الفصيلة السوسنية.